# 科尔多内
科尔多内（法語：Cordonnet，法語發音：[kɔʁdɔnɛ]）是法国上索恩省的一个市镇，属于沃苏勒区。

## 地理
科尔多内（47°24'59"N, 5°58'17"E）面积10.45 平方千米，位于法国勃艮第-弗朗什-孔泰大區上索恩省，该省份为法国东部内陆省份，北起顺时针与孚日省、贝尔福地区省、杜省、汝拉省、科多尔省和上马恩省接壤。
与科尔多内接壤的市镇（或旧市镇、城区）包括：博讷旺-韦洛雷耶、绍拉洛蒂耶尔、埃蒂、蒙塔尔洛莱里奥、蒙布瓦永、瓦斯莱和格拉绍、布洛。

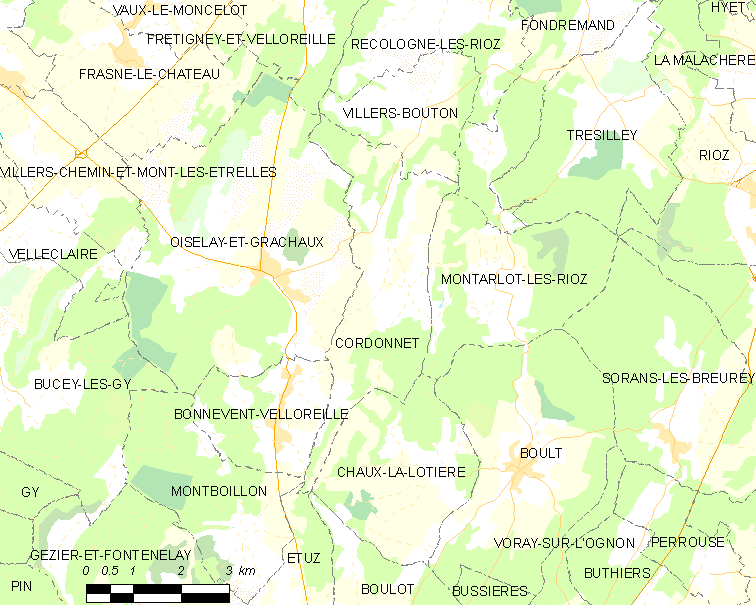
科尔多内的OSM定位图

科尔多内的时区为UTC+01:00、UTC+02:00（夏令时）。

## 行政
科尔多内的邮政编码为70190，INSEE市镇编码为70174。

## 政治
科尔多内所属的省级选区为里奥县。

## 人口

1962-2008年间科尔多内人口变化图示

科尔多内于2022年1月1日时的人口数量为147人。